# Carl Bennet
Carl Bennet (nascido em 1951) é um empresário bilionário sueco, presidente da empresa que atua na fabricação de equipamentos para saúde Getinge e da empresa gráfica Elanders. Tem participações significativas em outras empresas, como o grupo empresarial Lifco, a empresa de suprimentos médicos Arjo. Segundo a Forbes, seu patrimônio líquido em junho de 2020 era de US$ 4,7 bilhões.

## Vida
Nasceu em 1951 e tem um bacharelado em economia e um MBA pela Universidade de Gotemburgo.

## Carreira
Começou sua carreira na Getinge em 1989, quando ele e o empresário Rune Andersson compraram a empresa da Electrolux. Desde então, ele expandiu e desenvolveu a Getinge e outras empresas por meio de aquisições e inovações.

## Vida pessoal
É casado, tem um filho e vive em Gotemburgo, Suécia.